# Calineuria californica
Calineuria californica és una espècie d'insecte plecòpter pertanyent a la família dels pèrlids.

## Descripció
- És l'espècie més grossa de la família dels pèrlids a l'hemisferi occidental car les femelles adultes poden arribar als 40 mm de llargària.[6]

## Alimentació
És un depredador que es nodreix de mosquits, efímeres i mosques negres.

## Reproducció
Els ous són ovals i fan entre 430 i 460 micròmetres de llargada i 360-390 d'amplada.

## Hàbitat
Viu als fons rocallosos i de còdols dels rius de velocitat mitjana o ràpida.

## Distribució geogràfica
Es troba a Nord-amèrica: el Canadà (Alberta i la Colúmbia Britànica) i els Estats Units (Califòrnia, Idaho, Montana, Oregon i Washington), incloent-hi les muntanyes Rocoses.